# Peter Lamont
Peter Lamont (* 12. November 1929 in London; † 18. Dezember 2020 in Wexham, England) war ein britischer Filmarchitekt.

## Leben und Wirken
Lamont, von schottischer Herkunft, kam 1946 zum Film. Dort lernte er die Branche von der Pike auf kennen und übernahm zunächst diverse Assistentenjobs. Später arbeitete er als Dekorationsmaler und Zeichner (u. a. bei Ist ja irre – unser Torpedo kommt zurück, „Hypno“, „O Darling, was für ein Verkehr“, Lockender Lorbeer), bis er 1963 als Zeichner erstmals mit der James-Bond-Produktion Goldfinger in Berührung kam. Anschließend entwarf Lamont bis 1971 Dekorationen als Artdirector, ab 1972 als Set Designer. Zuletzt war er an James Bond 007: Casino Royale (2006) beteiligt, danach beendete er seine Laufbahn.
Bis 1979 blieb Lamont dem ‚Bond‘-Chefdesigner Ken Adam zugeordnet, nach dessen Abgang nach Hollywood 1980 rückte Lamont zum Chefarchitekten der 007-Filme auf. Eine seiner bedeutendsten Arbeiten lieferte Lamont hingegen jenseits der Agentenfilm-Reihe, als er 1985 eine irreale und zugleich furchteinflößende, kunstlichtdurchflutete Welt der Grotten und Schächte in dem zweiten Teil der Alien-Reihe, Aliens – Die Rückkehr, schuf. Eine weitere, nicht minder spezialeffektelastige Hollywood-Großproduktion folgte Ende 1993, als Lamont für den Arnold-Schwarzenegger-Actionfilm True Lies – Wahre Lügen engagiert wurde. 1996 entwarf er mit penibler Liebe zum historisch überlieferten Detail die Bauten zu dem bis dahin teuersten Film aller Zeiten, dem Viertel-Milliarden-Dollar-Film Titanic. Für diese Leistung wurde Peter Lamont mit einem Oscar ausgezeichnet.
2016 veröffentlichte Lamont seine Autobiographie The Man With the Golden Eye: Designing the James Bond Films. Sein Sohn Neil Lamont ist ebenfalls als Filmarchitekt tätig.

## Ehrungen und Auszeichnungen (Auswahl)
Oscars
- 1972 – Oscar-Nominierung für Anatevka
- 1978 – Oscar-Nominierung für James Bond 007 – Der Spion, der mich liebte
- 1987 – Oscar-Nominierung für Aliens – Die Rückkehr
- 1998 – Oscar-Auszeichnung für Titanic

Los Angeles Film Critics Association Awards
- 1998 – Auszeichnung mit dem LAFCA Award für Titanic

Satellite Awards
- 1998 – Auszeichnung für Titanic

In den Pinewood Studios wurde ein Gebäude nach ihm benannt.

## Filmografie (Auswahl)

### Als Production Designer
- 1981: James Bond 007 – In tödlicher Mission (For Your Eyes Only)
- 1983: James Bond 007 – Octopussy
- 1984: Top Secret!
- 1985: James Bond 007 – Im Angesicht des Todes (A View To A Kill)
- 1986: Aliens – Die Rückkehr (Aliens)
- 1987: James Bond 007 – Der Hauch des Todes (The Living Daylights)
- 1989: James Bond 007 – Lizenz zum Töten (Licence To Kill)
- 1994: True Lies – Wahre Lügen (True Lies)
- 1995: James Bond 007 – GoldenEye
- 1997: Titanic
- 1999: Wing Commander
- 1999: James Bond 007 – Die Welt ist nicht genug (The World Is Not Enough)
- 2002: James Bond 007 – Stirb an einem anderen Tag (Die Another Day)
- 2006: James Bond 007 – Casino Royale

### Als Art Director
- 1977: James Bond 007 – Der Spion, der mich liebte (The Spy Who Loved Me)
- 1978: The Boys from Brazil
- 1991: Eve 8 – Außer Kontrolle (Eve of Destruction)

### Als Set Decorator
- 1969: James Bond 007 – Im Geheimdienst Ihrer Majestät (On Her Majesty's Secret Service)
- 1971: James Bond 007 – Diamantenfieber (Diamonds Are Forever)